# آهنگرکلا (دشت‌سر)
آهنگرکِلا، روستایی است از توابع بخش دشت‌سر شهرستان آمل در استان مازندران ایران.

## جمعیت
این روستا در دهستان دشت‌سر شرقی قرار دارد و براساس سرشماری مرکز آمار ایران در سال ۱۳۸۵، جمعیت آن ۱۶۰۳ نفر (۳۷۵خانوار) بوده‌است. مردم آهنگرکلا از قومیت طبری هستند که ریشه آن به قوم آمارد و قوم تپوری می‌رسد. مردم آهنگرکلا به زبان طبری (مازندرانی) و گویش آملی سخن میگویند.